# Tricholita semiaperta
Tricholita semiaperta là một loài bướm đêm trong họ Noctuidae.